# Oulu (Wisconsin)
Pour les articles homonymes, voir Oulu.
Oulu est une ville du comté de Bayfield au Wisconsin, aux États-Unis.

## Démographie
La population était de 560 habitants en 2020.